# Fellipe Bastos
Pour les articles homonymes, voir Bastos.
Fellipe Ramos Ignez Bastos, né le 1er février 1990 à Rio de Janeiro, est un footballeur brésilien. Il joue actuellement au poste de milieu central dans le club brésilien de Avaí FC.

## Carrière
| Période   | Club               | Pays     | Matchs | Buts |
| 2005      | Botafogo FR        | Brésil   | 0      | 0    |
| 2006      | Botafogo FR        | Brésil   | 0      | 0    |
| 2007      | Botafogo FR        | Brésil   | 0      | 0    |
| 2007-2008 | Benfica Lisbonne   | Portugal | 0      | 0    |
| 2008-2009 | Benfica Lisbonne   | Portugal | 5      | 1    |
| 2009-2010 | Belenenses (prêt)  | Portugal | 11     | 0    |
| 2010      | Servette FC (prêt) | Suisse   | 5      | 1    |
| 2010-     | Vasco da Gama      | Brésil   | 65     | 6    |